# Орли (Казахстан)
Орли́ (каз. Орлы) — село у складі Курмангазинського району Атирауської області Казахстану. Адміністративний центр Орлинського сільського округу.
У радянські часи село називалось Урле.
Населення — 2113 осіб (2021; 1838 у 2009, 1818 у 1999, 1541 у 1989).